# Irfan Fadhilah
Irfan Fadhilah (* 2. Juli 1990) ist ein indonesischer Badmintonspieler.

## Karriere
Irfan Fadhilah wurde 2008 indonesischer Juniorenmeister im Mixed mit Weni Anggraini. 2011 startete er erstmals bei den Indonesia Open, wo er es auch im Folgejahr ins Hauptfeld schaffte. Bei der Badminton-Asienmeisterschaft 2012 stand er im Mixed im Achtelfinale. Beim Malaysia Open Grand Prix Gold 2012 wurde er in der gleichen Disziplin Zweiter. Im selben Jahr wurde er Dritter bei den Osaka International.